# فرودگاه پوینت هوپ
 فرودگاه پوینت هوپ (به انگلیسی: Point Hope Airport) یک فرودگاه همگانی با کد یاتا PHO است که یک باند فرود آسفالت دارد و طول باند آن ۱۲۱۹ متر است. این فرودگاه در کشور ایالات متحده آمریکا قرار دارد و در ارتفاع ۴ متری از سطح دریا واقع شده است.